# Generalszug
De Generalszug (Nederlands: Opvolging van generaals) is een as van straten en pleinen in Berlijn die genoemd zijn naar personen en plaatsen die een rol speelden in de Napoleontische Bevrijdingsoorlog (1813-1815). De as is gebaseerd op de oude plannen van Peter Joseph Lenné, Pruisisch landschaparchitect, (1841-1855) en het Hobrecht-Plan, het stadsplan van Berlijn uit 1862. Op 9 juli 1864 kregen de straten en pleinen officieel hun naam ter ere van de vijftigste herdenking van de oorlog. Tot ongeveer 1880 werd er nog gebouwd aan de Generalszug en de straten eromheen. De straten liggen in de stadsdelen Charlottenburg, Schöneberg en Kreuzberg.

## Stratenverloop

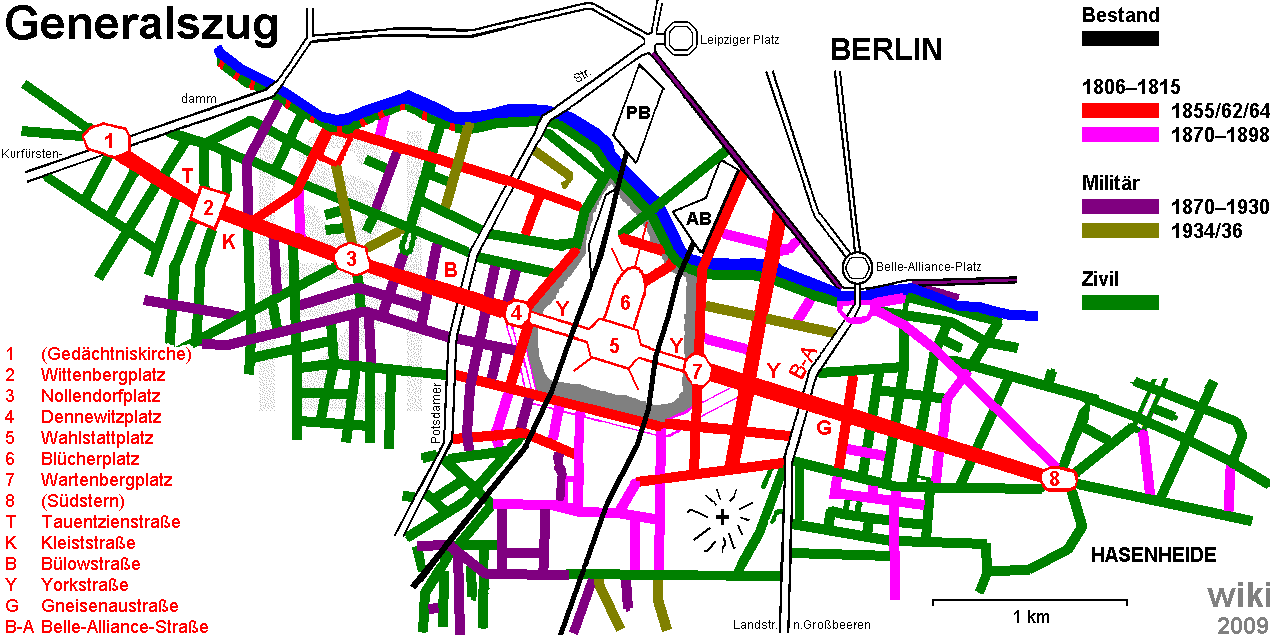
Kaart met overzicht van de straten en pleinen die onderdeel zijn van de Generalszug.

De doorgaande Generalszug bestaat uit de volgende straten en pleinen (van west naar oost):
- Tauentzienstraße: vernoemd naar de Pruisische generaal Bogislav Friedrich Emanuel von Tauentzien (1760-1824). De straat loopt vanaf de Breitscheidplatz, met de Kaiser-Wilhelm-Gedächtniskirche, tot aan de Wittenbergplatz.
- Wittenbergplatz: vernoemd naar de Slag bij Wittenberg (13 januari 1813). De stad werd bij deze slag veroverd door Tauentzien en zijn leger.
- Kleiststraße: vernoemd naar Friedrich von Kleist, een Pruisische maarschalk die na de Slag bij Kulm en Nollendorf in 1813 de titel Graf Kleist von Nollendorf kreeg.
- Nollendorfplatz: vernoemd naar de plaats Nollendorf (Tsjechisch: Nakléřov), waar de Slag bij Kulm en Nollendorf plaatsvond in 1813. Vlakbij ligt ook de Nollendorfstraße.
- Bülowstraße:, vernoemd naar Friedrich Wilhelm Bülow, Pruisisch edelman, generaal der Infanterie die vanwege zijn verdienste in de Slag bij Dennewitz de titel Graf von Dennewitz kreeg.
- Dennewitzplatz: vernoemd naar de plaats Dennewitz in Brandenburg, waar de Slag bij Dennewitz plaatsvond. Vanaf hier loopt ook de Dennewitzstraße in noordoostelijke richting.
- Bülowbogen, geen officiële straatnaam, maar dit is op de plek van de oorspronkelijke route, die werd aangelegd tussen 1872 en 1875. Deze werd later ongeveer 400 meter zuidelijker gelegd.
- Het gedeelte rond de Yorckbrücken, een weg met ongeveer 45 spoorbruggen eroverheen, had vroeger de naam Blücherstrasse, vernoemd naar Gebhard Leberecht von Blücher, een Pruisisch generaal in de Slag bij Waterloo in 1815. Sinds 1885 is dit onderdeel van de Yorckstraße.
- Yorckstraße: vernoemd naar Ludwig Yorck von Wartenburg, een Pruisische veldmaarschalk.
- Oorspronkelijk waren er op de locatie van de huidige Gleisdreieck (Spoordriehoek) twee extra pleinen gepland: Blücherplatz en de Wahlstattplatz, beide vernoemd naar Gebhard Leberecht von Blücher (Blücher was sinds 1814 Vorst van Wahlstatt). Door de veranderde plannen van de spoorbedrijven kwam het hier niet van en in 2011 werd hier het Park am Gleisdreieck geopend boven de sporen. Door dit park loopt een pad van west naar oost dat de oorspronkelijk geplande route aangeeft. Dit pad heeft nu de naam Generalszug.
- Hornstraße: vernoemd naar Heinrich Wilhelm von Horn, een Pruisische luitenant-generaal. Deze straat loopt weer op de oorspronkelijke rechte west-oost lijn. De straat werd oorspronkelijk gebouwd als plein, met de naam Wartenburgplatz (naar Wartenburg, de locatie van de Slag bij Wartenburg). Later is nog wel de Wartenburgstraße aangelegd evenwijdig aan de Hornstraße.
- Gneisenaustraße: vernoemd naar August Neidhardt von Gneisenau, Pruisisch militair en generaal.

Op de Südstern, het plein aan het einde van de Gneisenaustaße werd de Evangelische Garnisonkirche gebouwd om zo de zichtlijn af te sluiten. Hetzelfde gebeurde aan de westkant op de Breitscheidplatz, waar de Kaiser-Wilhelm-Gedächtniskirche werd gebouwd.
In de jaren tot 1880 werd de omgeving ook ontwikkeld en daarom werden de nieuw aangelegde zijstraten ook van passende namen voorzien:
- Kulmer Straße: vernoemd naar de Slag bij Kulm en Nollendorf.
- Bautzener Straße en Bautzener Platz: vernoemd naar de Slag bij Bautzen.
- Katzbachstraße: vernoemd naar de Slag bij Katzbach.
- Hagelberger Straße: vernoemd naar de Slag bij Hagelberg.
- Großgörschenstraße: vernoemd naar de Slag bij Großgörschen.
- Eylauer Straße: vernoemd naar de Slag bij Eylau.
- Möckernstraße: vernoemd naar Möckern, waar het Gevecht bij Möckern en een voorgevecht van de Slag bij Leipzig plaatsvonden.
- Großbeerenstraße: vernoemd naar de Slag bij Großbeeren.
  - Kleinbeerenstraße: vernoemd naar Kleinbeeren, een plaats die een rol speelde in deze slag.
  - Trebbiner Straße: vernoemd naar Trebbin, een plaats die een rol speelde in deze slag.
  - Luckenwalder Straße: vernoemd naar Luckenwalde, een plaats die een rol speelde in deze slag.
  - Ruhlsdorfer Straße: vernoemd naar Ruhlsdorf, een plaats die een rol speelde in deze slag.
  - Teltower Straße: vernoemd naar Teltow, een plaats die een rol speelde in deze slag.
- Belle-Alliance-Straße (sinds 1947: Mehringdamm) en Belle-Alliance-Platz (sinds 1947 Mehringplatz), vernoemd de Slag bij Waterloo, die in Pruisen de naam La Belle Alliance kreeg, naar de herberg waar von Blücher en Wellington elkaar ontmoetten na de slag.
- Blücherstraße, vernoemd naar Gebhard Leberecht von Blücher, een Pruisisch generaal in de Slag bij Waterloo in 1815. Deze straat (niet dezelfde als de eerder beschreven straat bij de Yorckbrücken) begint vlak bij de Hallesches Tor en loopt naar de Südstern.

## Galerij

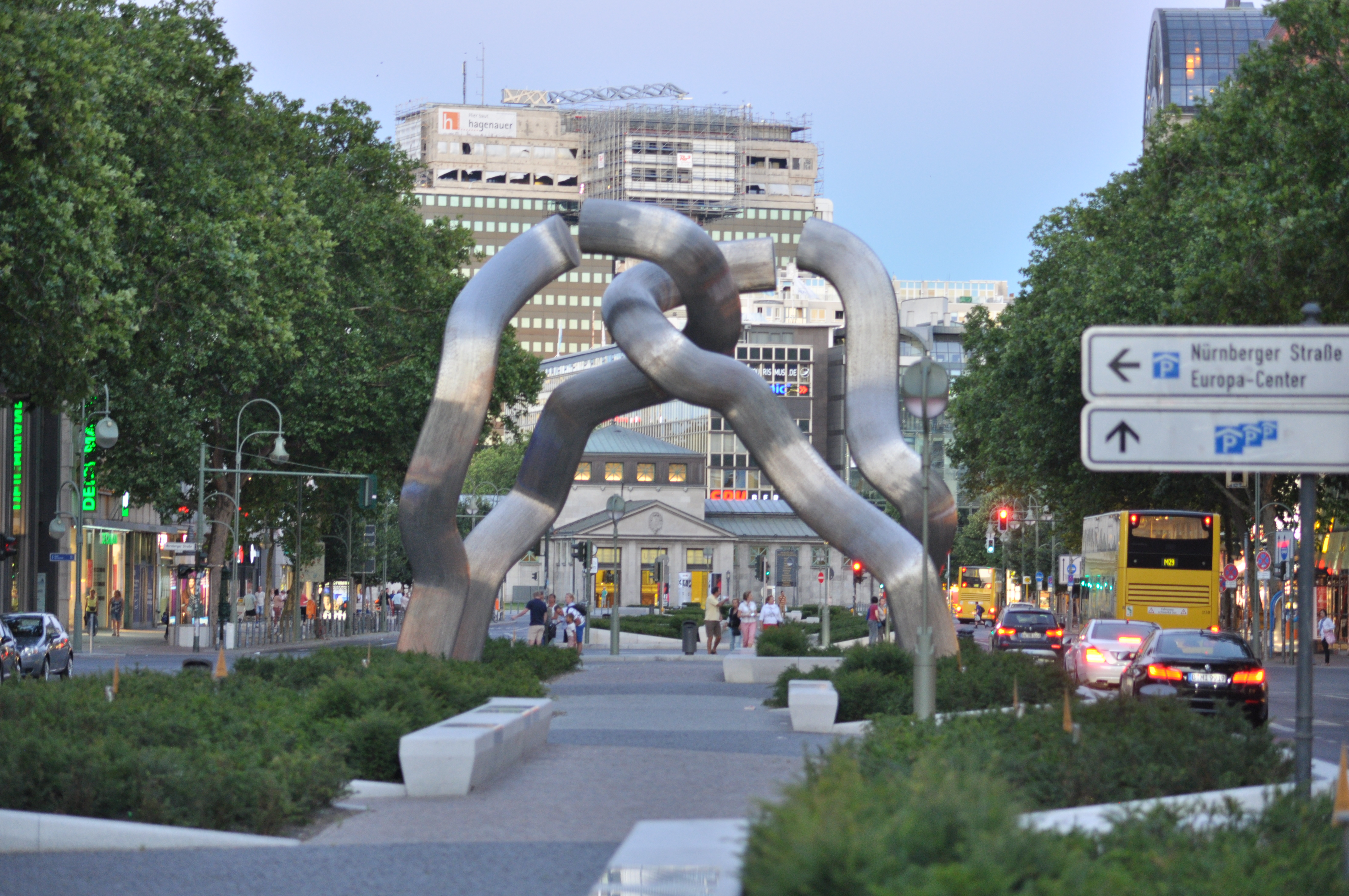
Tauentzienstraße
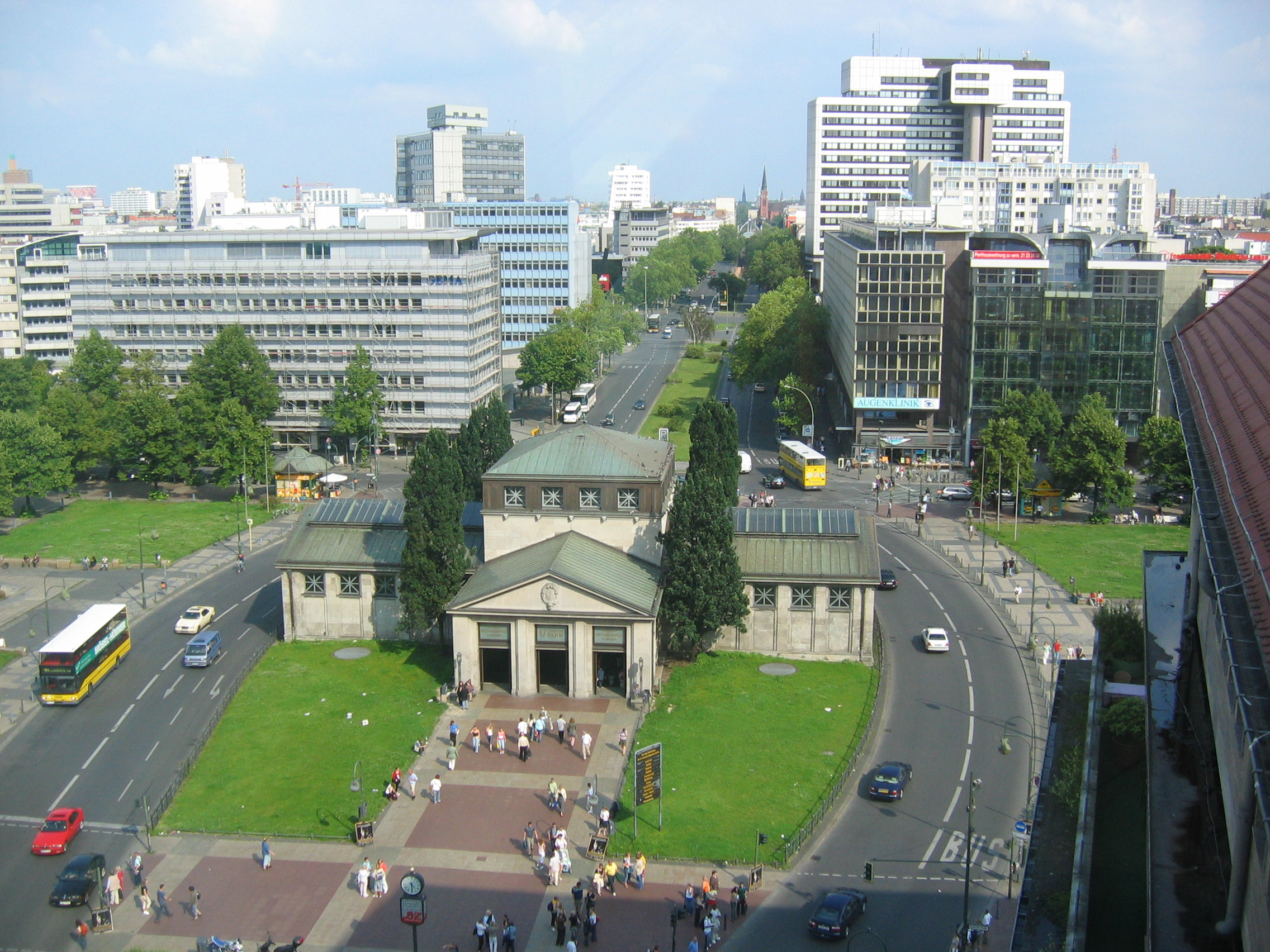
Wittenbergplatz
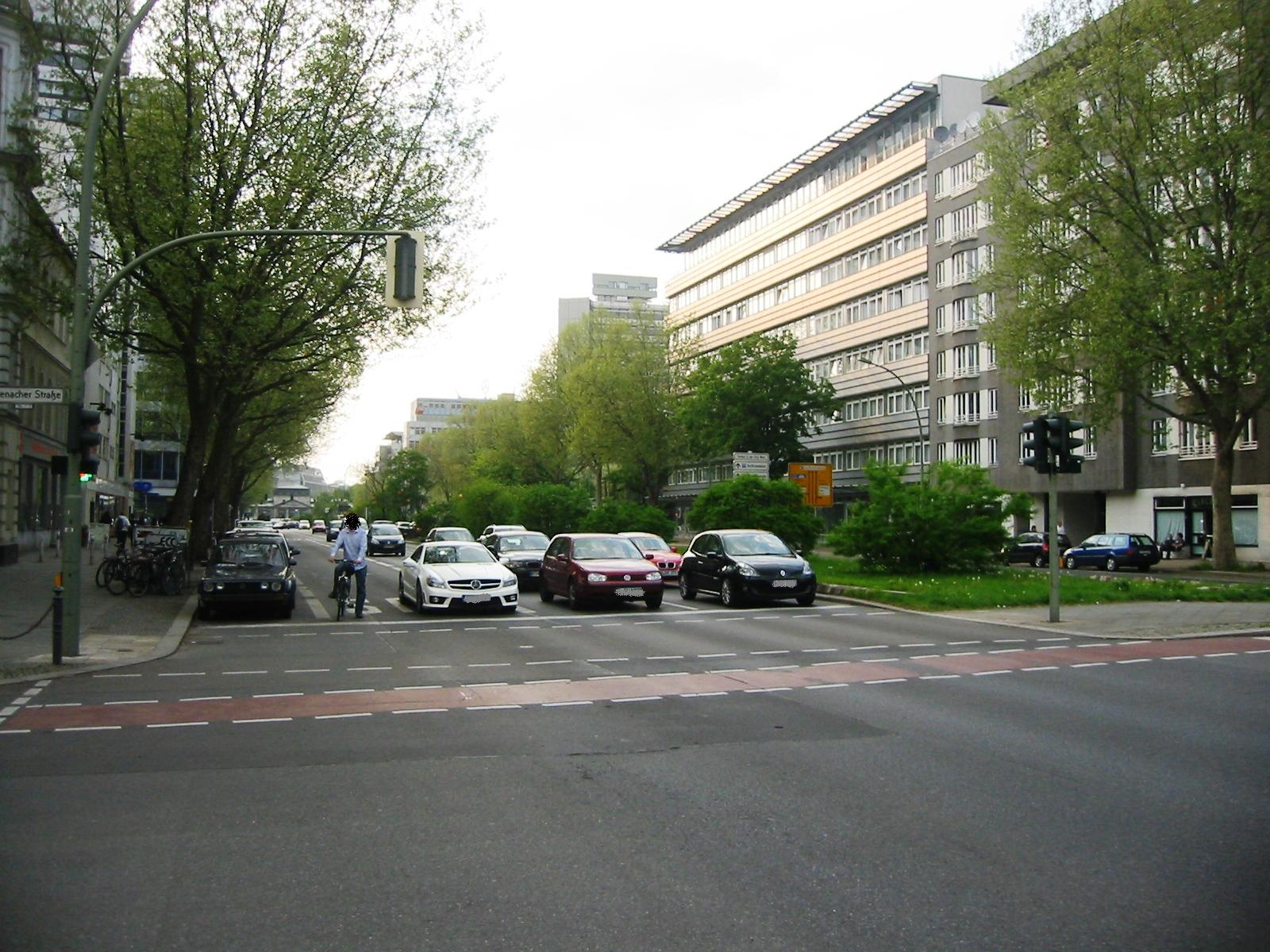
Kleiststraße
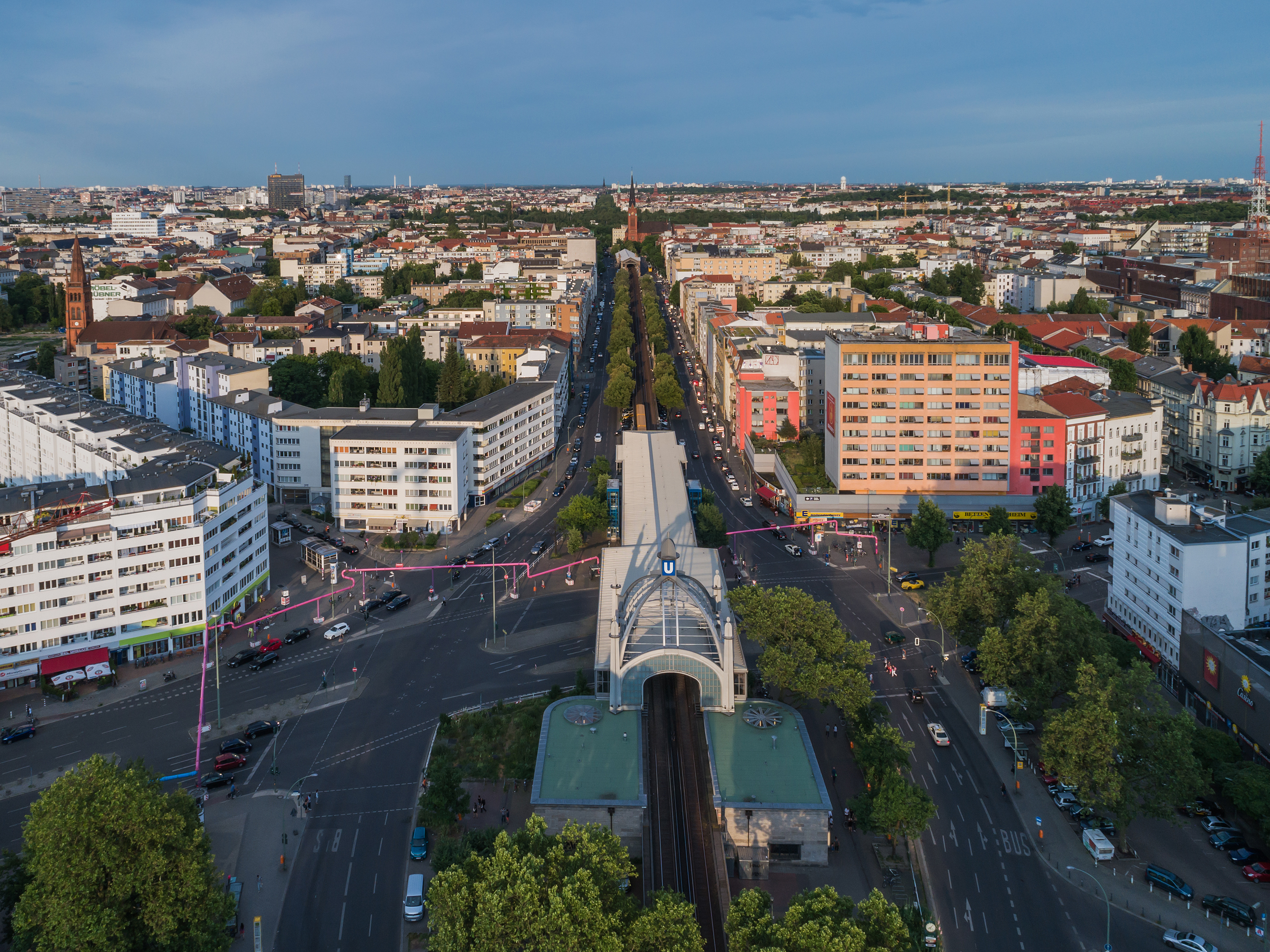
Nollendorfplatz
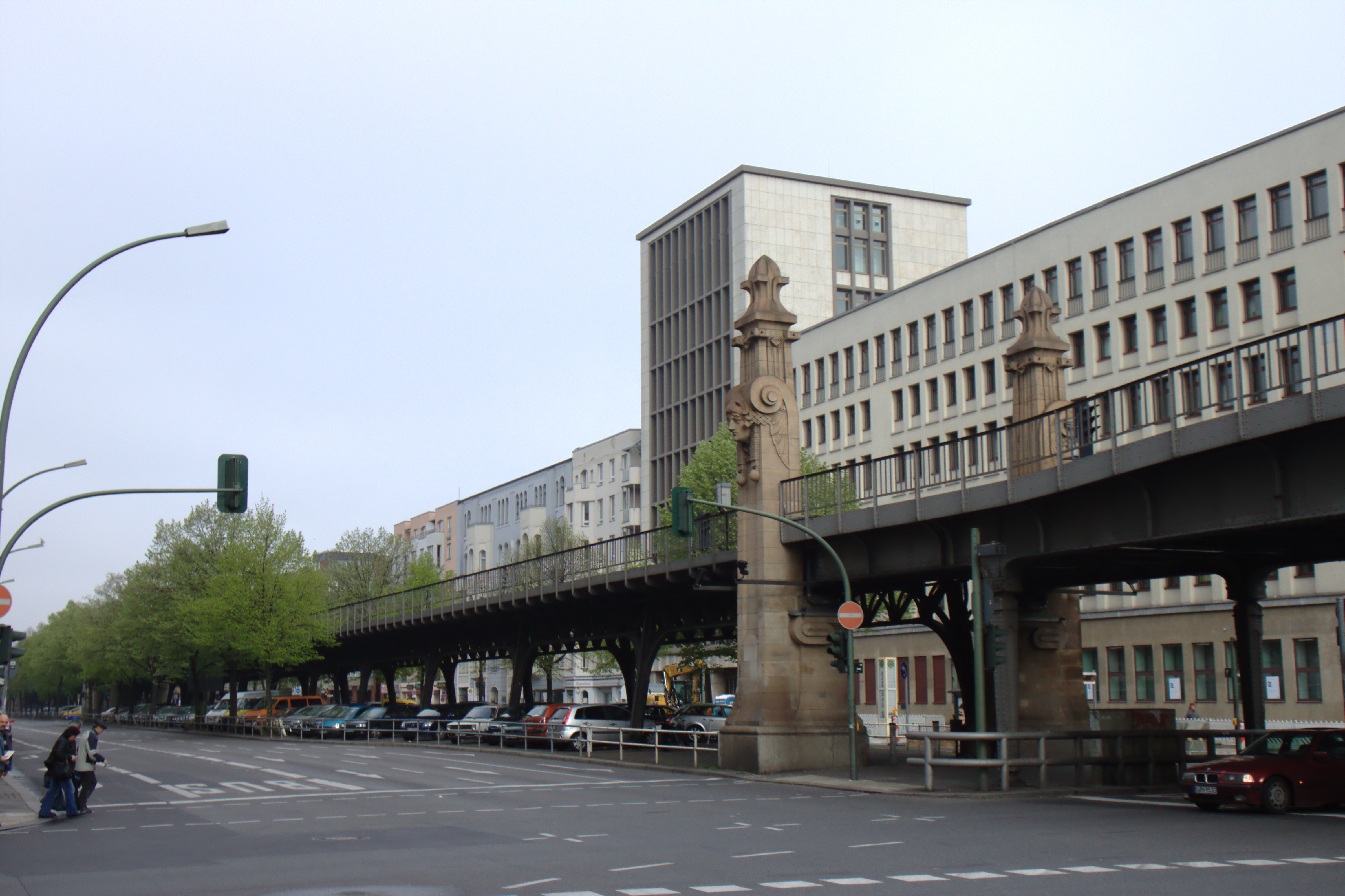
Bülowstraße
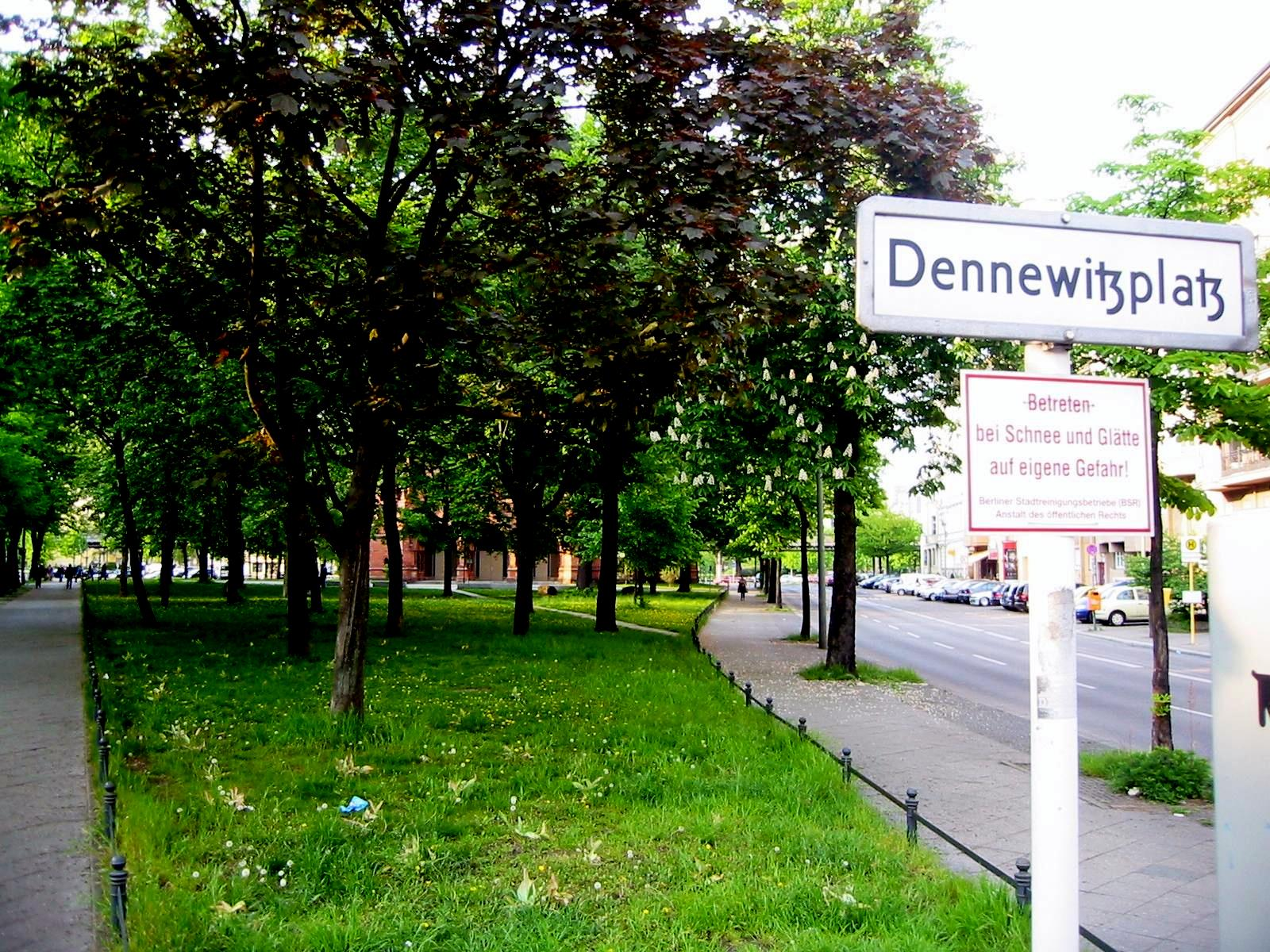
Dennewitzplatz
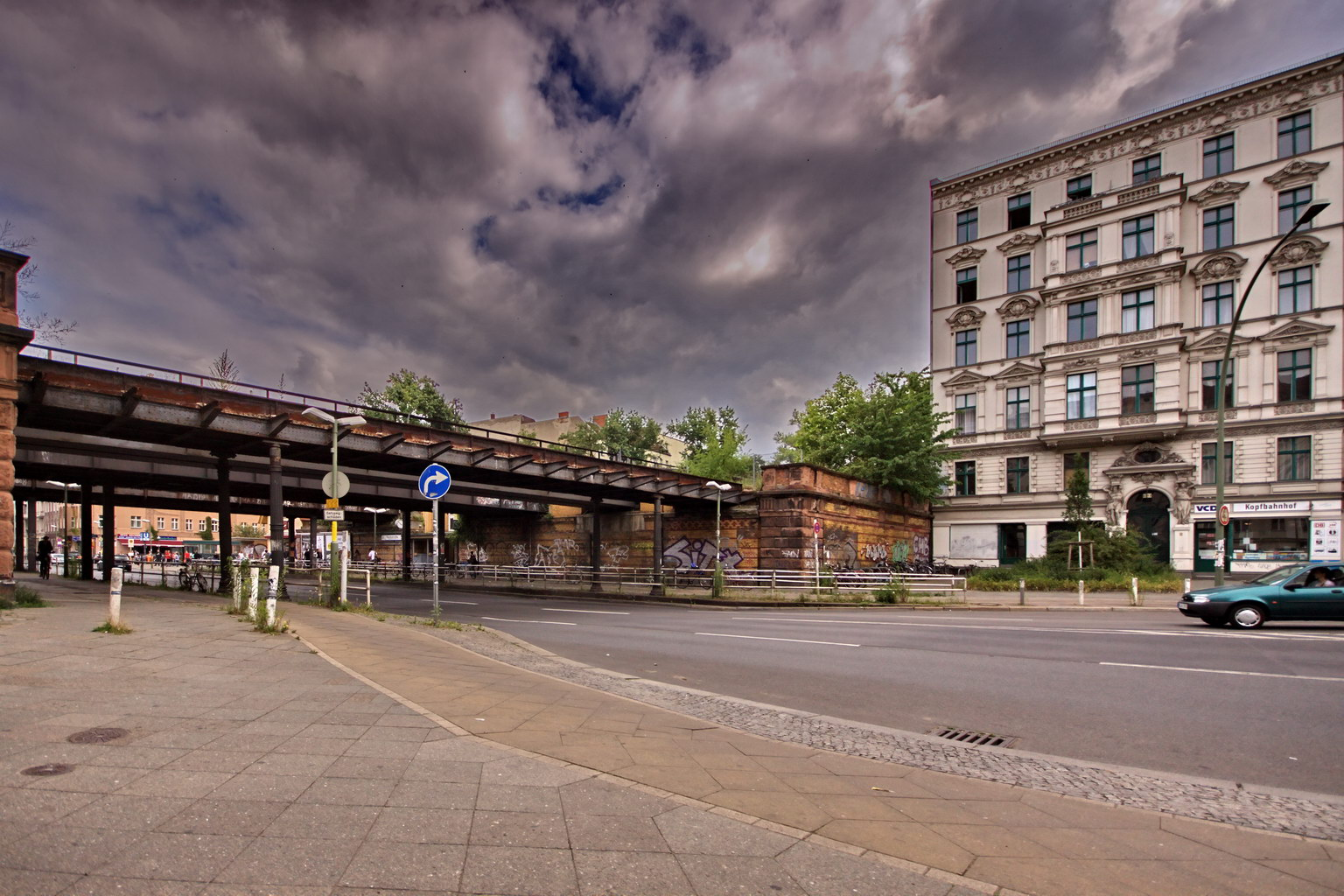
Yorckstraße
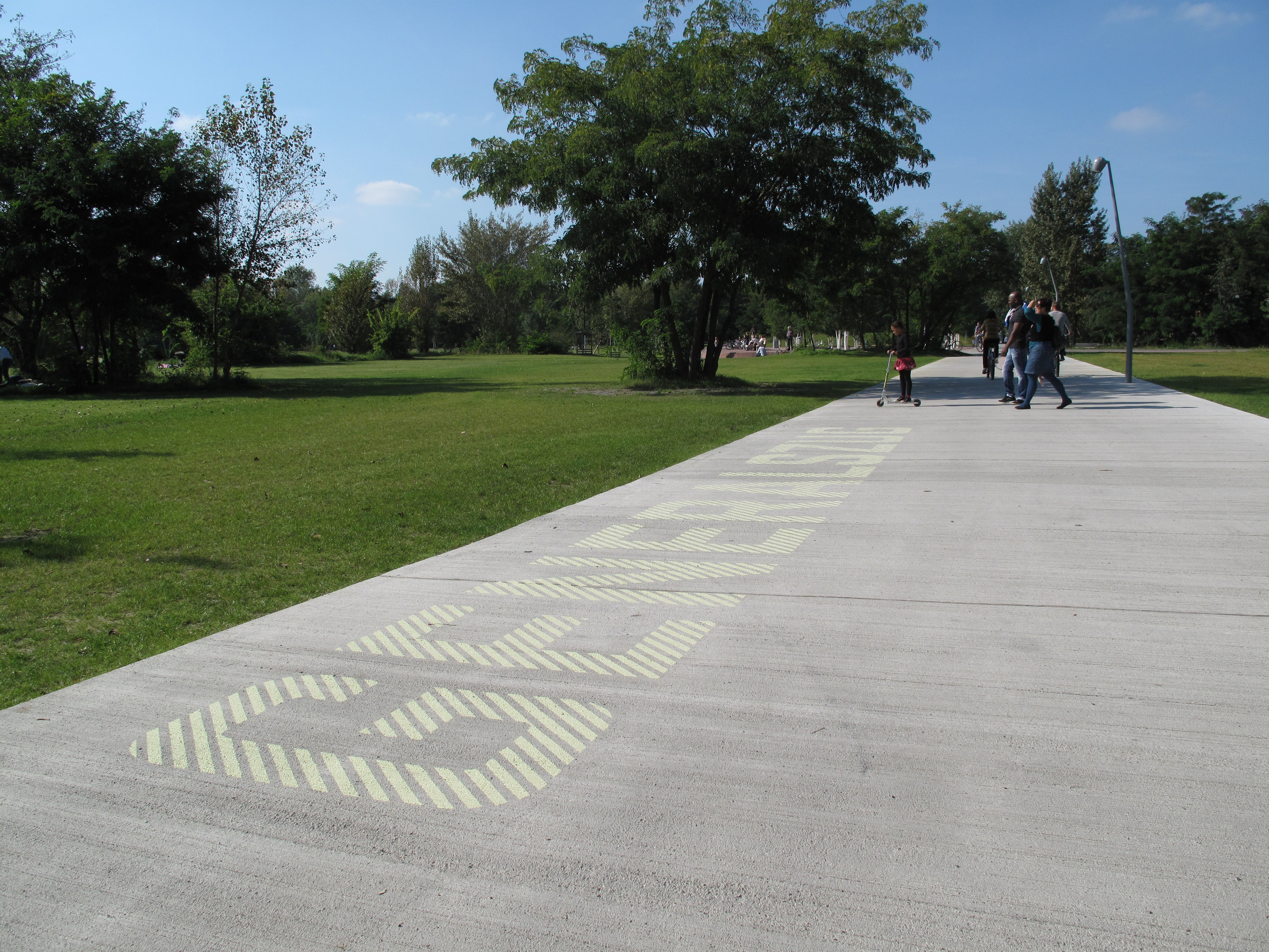
Generalszug in het Park am Gleisdreieck
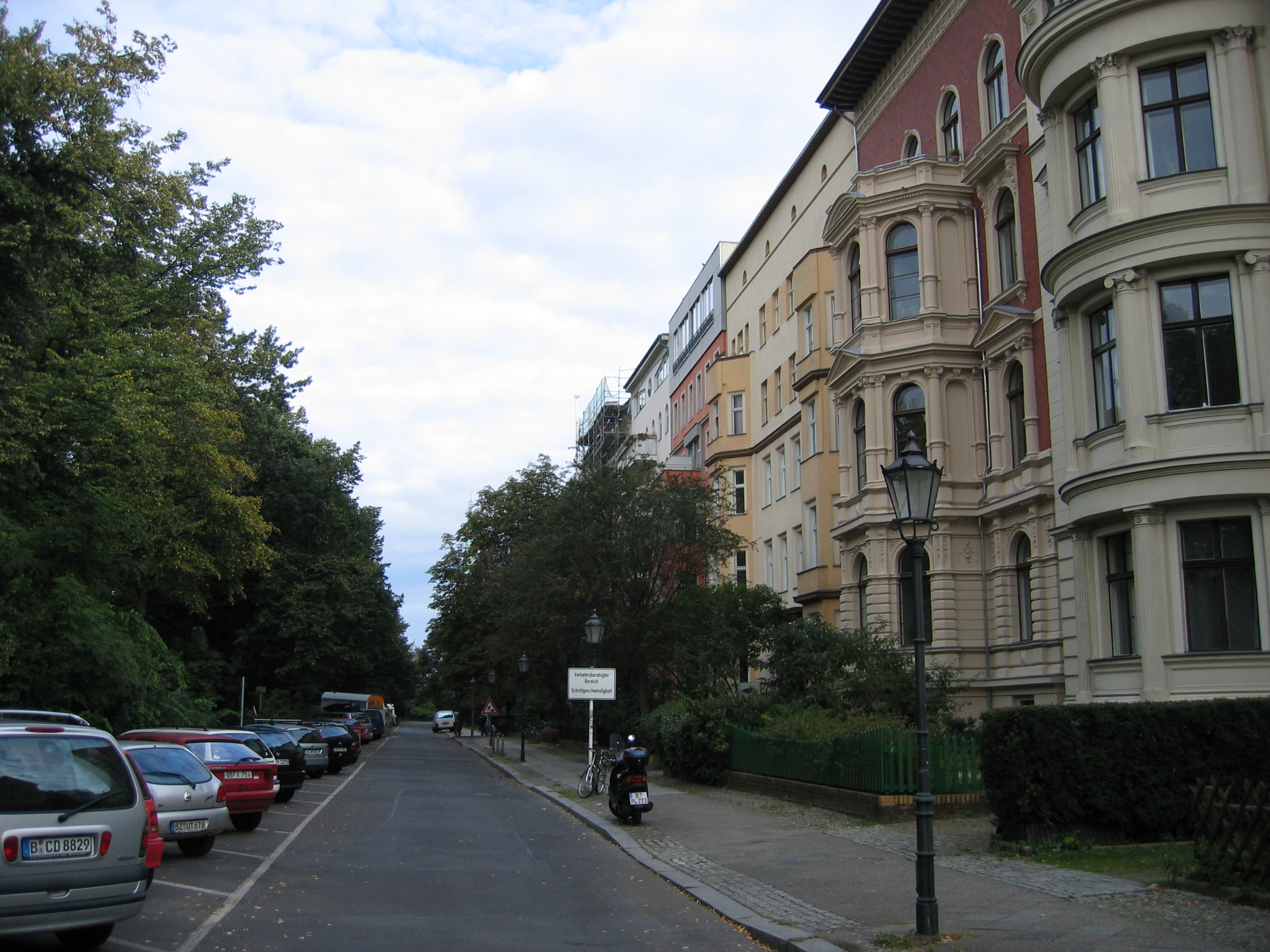
Hornstraße
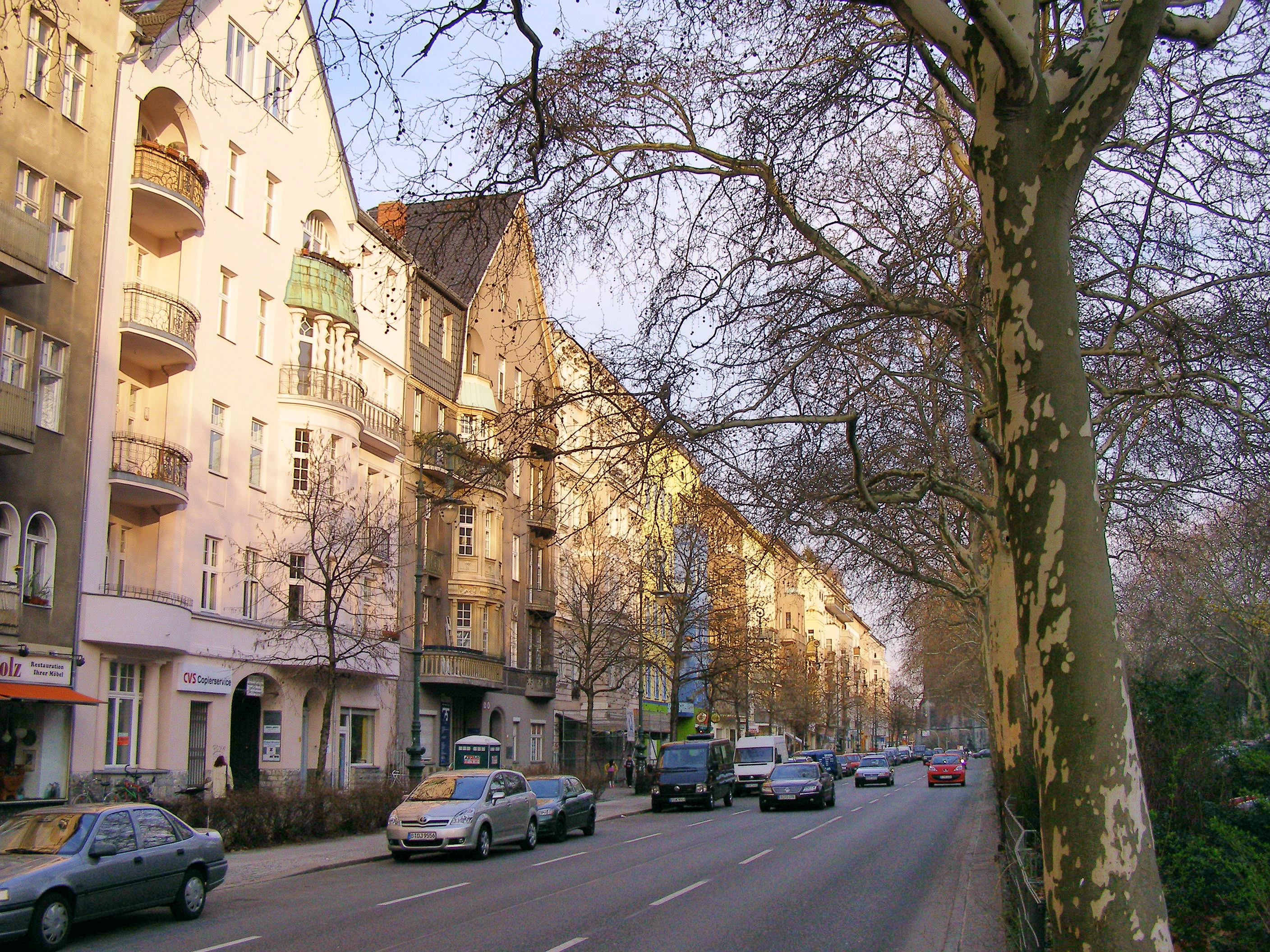
Gneisenaustraße